# Akpınar (Yüksekova)
Akpınar (türkisch für „weiße Quelle“), kurdisch Soryan, ist ein Dorf im Landkreis Yüksekova, Provinz Hakkâri. Es befindet sich im Südosten der Türkei, 24 km nordöstlich der Kreisstadt. Akpınar liegt auf 2120 m über dem Meeresspiegel nördlich der Straße zwischen Yüksekova und dem Grenzübergang Esendere zur Islamischen Republik Iran.
Im Jahre 2000 lebten hier 969 Menschen. Der Entwicklungsplan der Stadtverwaltung von Yüksekova für 2010–2014 gibt die gegenwärtige Zahl registrierter Einwohner mit 1257 an.